# Giuseppe Di Brocchetti
Pour les articles homonymes, voir Di Brocchetti.
Giuseppe Di Brocchetti, baron (1772 - Naples, 15 janvier 1845), était un général et homme politique italien, qui a été ministre de la Guerre et de la Marine du royaume des Deux-Siciles de 1836 à 1845 sous les gouvernements de Carlo Avarna di Gualtieri, Girolamo Ruffo et Giuseppe Ceva Grimaldi Pisanelli di Pietracatella.

## Biographie
Il est né en 1772. Il entre au service de l'armée du royaume de Naples comme officier du génie militaire et devient un fidèle collaborateur du roi Joachim Murat. Il participe à la campagne de 1814 en tant que commandant du 2e régiment de ligne, et reçoit le titre de chevalier de l'Ordre royal et militaire de Saint-Georges de la Réunion. Il participe à la guerre austro-napolitaine, se distinguant notamment lors de la bataille d'Occhiobello (8-9 avril 1815), au point d'être élevé par le roi au rang de baron.
Après la Restauration de 1815, il n'y a pas eu de purges parmi les militaires qui avaient servi sous Murat, et il entre au service du roi Ferdinand Ier avec le grade de colonel. Par décret du 28 janvier 1817, il est nommé directeur du Dépôt de la guerre, tandis que par décret du 4 juin de la même année, Ferdinando Visconti prend la direction du Bureau topographique.
Le 23 avril 1819, il reçoit le titre de Commendatore dell'Ordine di San Giorgio della Riunione. Promu maréchal de camp, le 25 septembre 1832 le Roi Ferdinand II le nomma Consultant du Conseil des Domaines de ce côté du phare C(Consultore della Consulta dei Domini al di qua del Faro) en remplacement du Maréchal Vincenzo d'Escamard.
Le 9 novembre 1836, il est nommé ministre de la Guerre et de la Marine, en remplacement du défunt lieutenant-général Giambattista Fardella , poste qu'il occupe jusqu'à sa mort, sous les gouvernements de Carlo Avarna di Gualtieri, Girolamo Ruffo et Giuseppe Ceva Grimaldi Pisanelli di Pietracatella. 
En proie à des problèmes de santé depuis 1842, Il est resté à son poste jusqu'à son décès, le 15 janvier 1845. Il est remplacé à la tête du ministère de la Guerre et de la Marine le 21 du même mois par le brigadier-chef Don Giuseppe Garzia.

## Décorations militaires
- Commandeur de l'Ordre royal et militaire de Saint-Georges de la Réunion

## Pubblications
- (it) Istruzioni concernenti l'ingerenza Amministrativa cui vengono chiamati ad esercitare verso i Corpi del Real Esercito i Generali Comandanti di Brigata nella qualità di Delegati dei Generali Ispettori, 1842. (Instructions concernant l'ingérence administrative que les commandants de brigade sont appelés à exercer à l'égard du Royal Army Corps en leur qualité de délégués des inspecteurs généraux.)
- (it) Regolamento tendente a diminuire possibilmente i pericoli di abbordaggio ai piroscafi approvato da S.M. in data 26 aprile 1843, Reale tipografia della guerra, Naples, 1843. (Règlement tendant à réduire autant que possible les dangers de l'embarquement sur les navires à vapeur, approuvé par Sa Majesté le 26 avril 1843.)

## Source
- (it) Cet article est partiellement ou en totalité issu de l’article de Wikipédia en italien intitulé « Giuseppe Di Brocchetti » (voir la liste des auteurs).